# Kvindebevægelsen
 Denne artikel omhandler overvejende eller alene danske forhold. Hjælp gerne med at gøre artiklen mere almen.
Kvindebevægelsen er en samlet betegnelse for grupper af kvinder, som arbejder for kvindernes rettigheder og ligestilling.

## Historisk
Den danske kvindebevægelse opstod i 1871 med oprettelsen af Dansk Kvindesamfund, men bygger i øvrigt på de lighedstanker, der opstod som følge af den franske revolution i 1789. Det første store slag for kvindebevægelsen stod med indførelsen af kvindernes valgret, som blev indført i Danmark i 1915. En af de mere markante perioder i den danske kvindekamp opstod i 1970'erne, hvor en gruppe københavnske kvinder i foråret 1970, inspireret af amerikanske initiativer, gennemførte nogle happenings. Blandt andet nægtede de at betale fuld billetpris for benyttelse af offentlig bus med den begrundelse, at kvinder ikke havde samme løn som mænd. Aktionerne gav stor medieomtale. Snart fulgte kvindegruppen, der kaldte sig for Rødstrømperne, aktionen op med flere lige så spektakulære der også satte fokus på kvinders funktioner som sexobjekter og lignende. En ny kvindebevægelse med ideer om kvinders frigørelse født. Et andet slag i bevægelsen opstod, da kvindesagsgrupperne begyndte at kæmpe for kvindens ret til sin egen krop. I århundrede har mænd behersket kvindens krop, med deres mulighed for at gøre kvinder gravide. Denne ret blev kraftigt indskrænket med indførelsen af p-piller og retten til fri abort.
Med samfundets lighedsideologi vandt kvindebevægelsen de moralske holdningsdiskussioner. I 1970'erne udviklede dele af kvindebevægelsen sig i retning af isolerede, mandefjendske enklaver, men den brede strøm ledte i retning af formaliseret og reel ligestilling. Efter Rødstrømpernes første aktioner blev der afholdt ølejre, hvor kvinderne diskuterede undertrykkelsens spørgsmål samt særlig kvindefestivaler med kvindelige musikere, kvindetalere samt 'kvindemad'.
Kvindebevægelsen der eksisterede inden Rødstrømperne bestod grundlæggende af deltagere med forskellig politisk observans, hvor de talte deres sag og fik indlagt særlige kvindevinkler på emnerne. For eksempel fik flere faglige forbund deres særlige kvindeudvalg, ligesom politiske partiers kvinder ofte tenderede mod at tage udgangspunkt i deres identitet som kvinder, nok så meget som i deres partis idégrundlag.
Kvindebevægelsen udbredte i 1970'erne parolen Det private er politisk.
Kvindebevægelsens synspunkter om ligestilling sejrede i lovgivningen som i den offentlig mening, hvilke var medvirkende til at kvindebevægelsen omkring 1980 mistede 'pusten' og sygnede hen. Hvad Rødstrømperne havde sat i gang fik derimod sin egen dynamik. For eksempel blev der siden oprettet specifikke kønsforskningscentre på landets universiteter.
Allerede i 1970'erne var unge kvinders uddannelses- og erhvervsfrekvens på lige fod med unge mænds. Stigningen herefter i kvinders erhvervsfrekvens til vore dages niveau skyldes at 'husmodergenerationerne' efterhånden gled ind i pensionsalderen og dermed ud af erhversstatistikken, mens de nye kvindeårgange som noget selvfølgeligt blev tilknyttet arbejdsmarkedet.
Alligevel blev kønnenes ligestilling med hensyn til løn, erhverv og placering i arbejdsmarkedets hierarkier vanskelig at gennemføre i praksis. Kvinder er forsat stærkt overrepræsenterede i fag med relation til de traditionelle 'kvindedyder': omsorg, pleje og opdragelse. Dette er et problem, fordi i disse såkaldte'kvindefag' er lønnen typisk lavere end de traditionelle 'mandefag' med samme uddannelsesniveau. Når kvinder 'trænger' sig ind på nye fagområder, er der oven i købet en tendens til at lønnen falder. Ledelse, der er karakteriseret ved højere status, højere løn og flere frihedsgrader i arbejdet, vedbliver at være et arbejde lettere tilgængeligt for mænd, ligesom forskningsstillinger ved universiteterne er det.